# Punta Ross
Punta Ross (spanisch) ist eine Landspitze auf der nordwestlichen Seite der Trinity-Halbinsel im Grahamland auf der Antarktischen Halbinsel. Sie bildet südlich des Toro Point die südliche Begrenzung der Unwin Cove. Ihr unmittelbar südwestlich vorgelagert ist die Sotomayor-Insel.
Chilenische Wissenschaftler benannten sie nach dem britischen Polarforscher James Clark Ross (1800–1862), der von 1839 bis 1843 eine Antarktisexpedition geleitet hatte. Eine  namentliche Verwechslungsgefahr besteht mit dem Ross Point im Südwesten von Nelson Island im Archipel der Südlichen Shetlandinseln.